# Zasłonak majerankowy

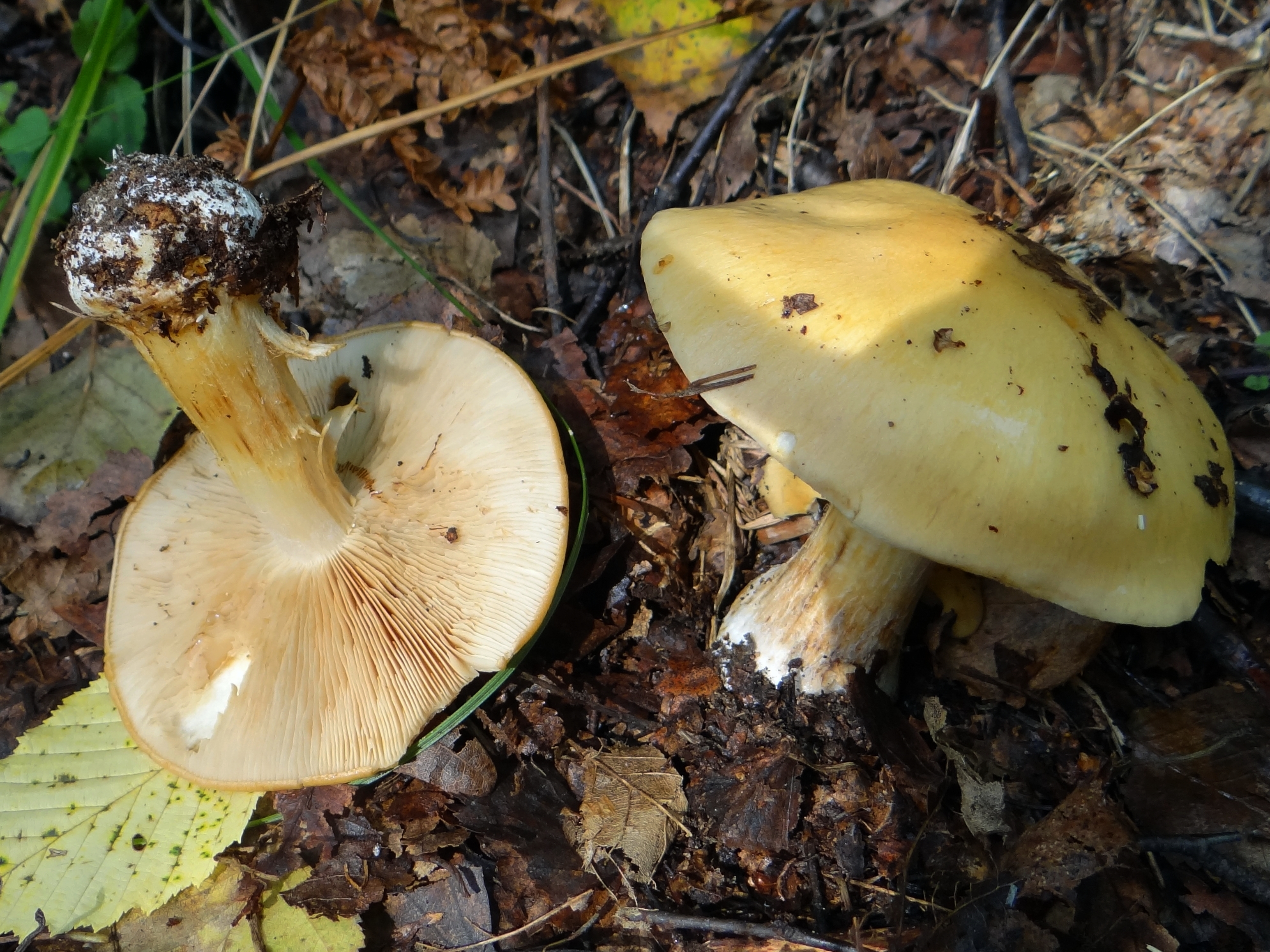

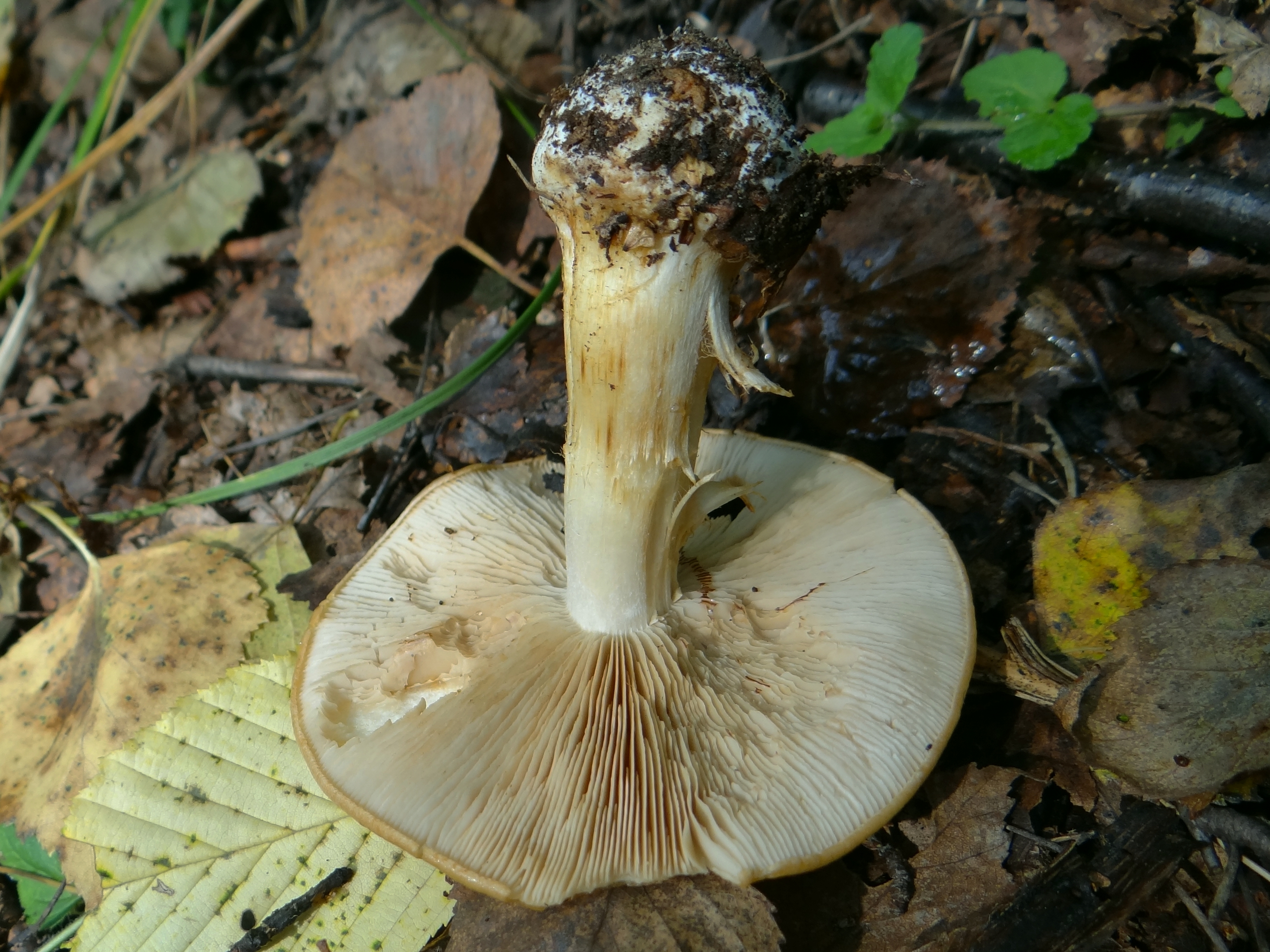

Zasłonak majerankowy (Phlegmacium percome (Fr.) A. Blytt) – gatunek grzybów należący do rodziny zasłonakowatych (Cortinariaceae).

## Systematyka i nazewnictwo
Pozycja w klasyfikacji według Index Fungorum: Phlegmacium, Cortinariaceae, Agaricales, Agaricomycetidae, Agaricomycetes, Agaricomycotina, Basidiomycota, Fungi.
Gatunek ten został po raz pierwszy opisał Elias Fries w „Epicrisis systematis mycologici” z 1838 r., gdzie zaliczono go do ówczesnego plemienia Phlegmacium w rodzaju Cortinarius. Nadał mu nazwę Cortinarius percomis. Obecną nazwę nadał mu Axel Gudbrand Blytt w 1905 r.
Nazwę polską podał Andrzej Nespiak w 1975 r. Pochodzi od zapachu i smaku przypominającego majeranek. Jest niespójna z aktualną nazwą naukową.

## Morfologia
Kapelusz
Średnica 3–8 cm, za młodu półkulisty, potem łukowaty, u starszych owocników płaski, zazwyczaj bez garba, czasami tylko z niewyraźnym garbem. Powierzchnia gładka, podczas suchej pogody jedwabista i matowa, podczas wilgotnej śliska i błyszcząca. Ma barwę od złocistożółtej do pomarańczowożółtej, u starszych owocników z odcieniem brązu. W młodych owocnikach zielonożółta zasnówka łączy brzeg kapelusza z trzonem.
Blaszki
Szeroko przyrośnięte, szerokie z delikatnie prążkowanymi ostrzami. Początkowo są zielonkawożółte, potem brązowożółte do oliwkowobrązowych.
Trzon
Wysokość 4–8 cm, grubość 1–1,5 cm. Kształt walcowaty lub maczugowaty, u podstawy osiągający szerokość do 2,5 cm. Jest kruchy i pełny, na powierzchni podłużnie włóknisty. Ma barwę jasno żółtozielonkawą, podstawa u starszych owocników brązowieje.
Miąższ
Ma barwę jasno żółtozieloną i słaby smak i zapach podobny do majeranku
Wysyp zarodników
Rdzawobrązowy. Zarodniki w kształcie cytryny o szorstkiej powierzchni i rozmiarach 9–10,5 × 3,5–5,5 μm.

## Występowanie i siedlisko
Opisano występowanie tego gatunku w wielu krajach Europy. Poza Europą notowany jest tylko w stanie Waszyngton w USA. W Polsce jego rozprzestrzenienie i częstość występowania nie są znane i wymagają badań terenowych. W piśmiennictwie naukowym do 2003 r. notowany był tylko w okolicach Elbląga i w Pienińskim Parku Narodowym.
Występuje pod świerkami, w lasach iglastych i mieszanych od sierpnia do listopada. Preferuje podłoże wapienne.